# Piramidion

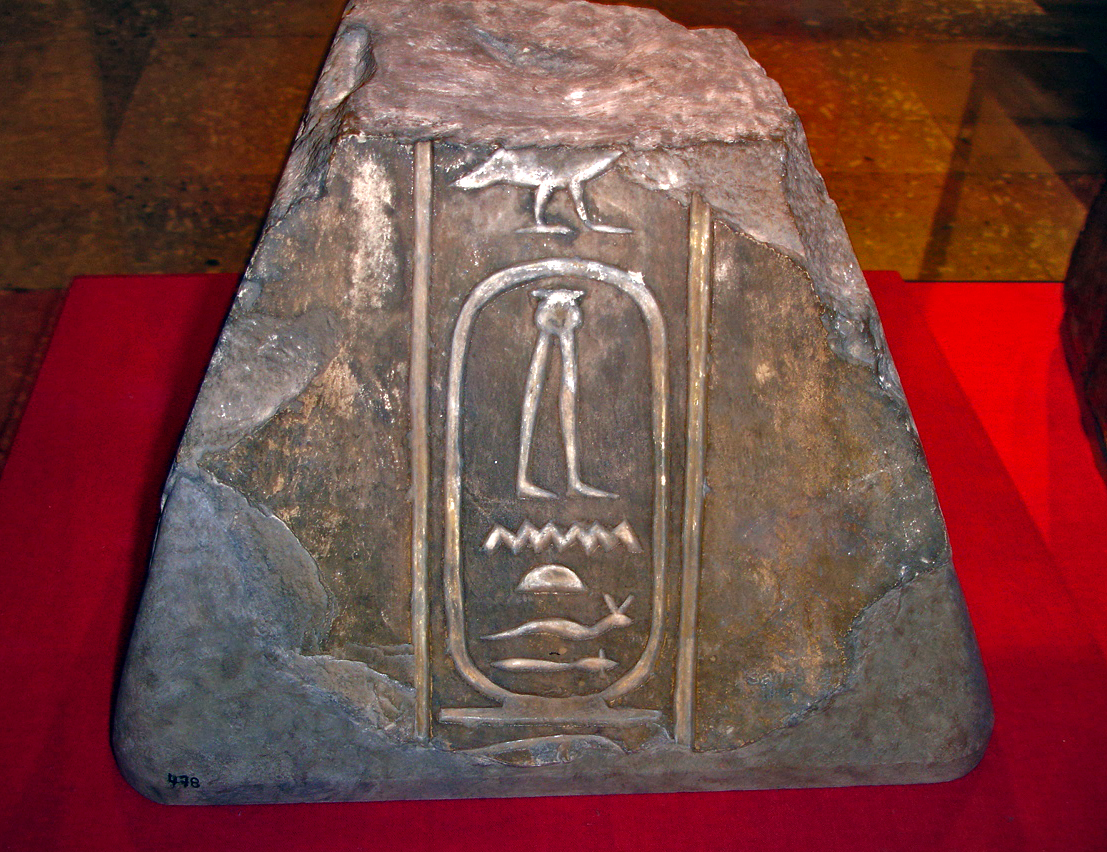
Piramidion van Intef VI uit de 2e tussentijd

Een piramidion is de top van een piramide of van een obelisk, die de vorm heeft van een kleine piramide ofwel diamantkop. Het is 1 à 2 meter groot en vermoedelijk was het bedekt met een laag elektrum. Het werd waarschijnlijk bij de bouw laag per laag mee naar boven gebracht.
Het oudst bewaarde piramidion is van de Rode piramide van Snefroe. Onlangs is het piramidion van de piramide van Cheops ontdekt. Nog een bekend pyramidion is van de Piramide van Amenemhat III te Dasjoer, maar er zijn nog talrijke andere. Er zijn er ook veel overgeleverd bij privé-graven uit het Nieuwe Rijk en de Late periode.